# 裝飾藝術博物館
裝飾藝術博物館（法語：Musée des Arts Décoratifs）是位於法國首都巴黎第一區羅浮宮西翼的一座博物館。展品以裝飾藝術和設計為主題。裝飾藝術博物館收藏約一百萬件，是歐洲大陸最大的裝飾藝術博物館。裝飾藝術博物館是非營利藝術協會MAD（成立於1882年）營運的三大博物館之一。

## 历史
博物館由裝飾藝術聯盟（Union des Arts décoratifs）成員於1905年創立。裝飾藝術博物館建築師是加斯通·雷東（Gaston Redon）。博物館收藏並展出家具、室內設計、祭壇畫、宗教繪畫、藝術品、掛毯、壁紙、陶瓷和玻璃器皿，以及中世紀至今的玩具。
博物館的收藏可追溯至13世紀的歐洲。現今的收藏主要包括法國家具、餐具、地毯（如奧比鬆地毯）、瓷器（例如塞夫勒國家製造廠的瓷器），以及許多藝術家如勒內·拉利克 (René Lalique)、埃米爾·加萊 (Émile Gallé) 的玻璃作品。館內還收藏了大量新藝術運動和裝飾藝術風格的作品，以及艾琳·格雷 和夏洛特·佩里昂等設計師的現代作品。卡米爾·福雷 (Camille Fauré) 的作品也被永久收藏。
這些具有時代特徵的房間對公眾來說很有吸引力，例如珍妮·朗萬位於巴黎巴貝德朱伊街16號的故居，由阿爾伯特-阿爾芒·拉托（Albert-Armand Rateau）於1920年代初裝飾的一部分。其他值得參觀的還有平面藝術家歐仁·格拉塞特（Eugène Grasset）於1880年建造的餐廳及1752年的亞維農金櫃。此外，還有交際花露西·埃米莉·德拉比涅（Lucie Émilie Delabigne）於1875年建造的臥室，據說她是埃米爾·左拉小說《娜娜》（Nana，1880年）主角的原型。

## 外部連結
- Website for Musée des Arts Décoratifs（页面存档备份，存于）